# Csatár
Csatár ist eine ungarische Gemeinde im Kreis Zalaegerszeg im Komitat Zala. Zur Gemeinde gehört der östlich gelegene Ortsteil Szélföld.

## Geografische Lage
Csatár liegt gut sieben Kilometer südlich des Zentrums der Kreisstadt Zalaegerszeg. Nachbargemeinden sind Bocfölde, Pölöske und Sárhida.

## Geschichte
Im Jahr 1907 gab es in der damaligen Kleingemeinde 110 Häuser und 571 Einwohner auf einer Fläche von 1145 Katastraljochen.

## Sehenswürdigkeiten
- Nepomuki-Szent-János-Statue, erschaffen im 18. Jahrhundert
- Römisch-katholische Kirche Szeplőtelen fogantatás
- Skulpturen Kisdiák und Tudomány, erschaffen von Péter Szabolcs
- Steinkreuz, im Kirchgarten, erschaffen 1817 von József Zitterbarth
- Szentháromság-Säule, im Ortsteil Szélföld, erschaffen 1925 von Dezső Siposs
- Stausee

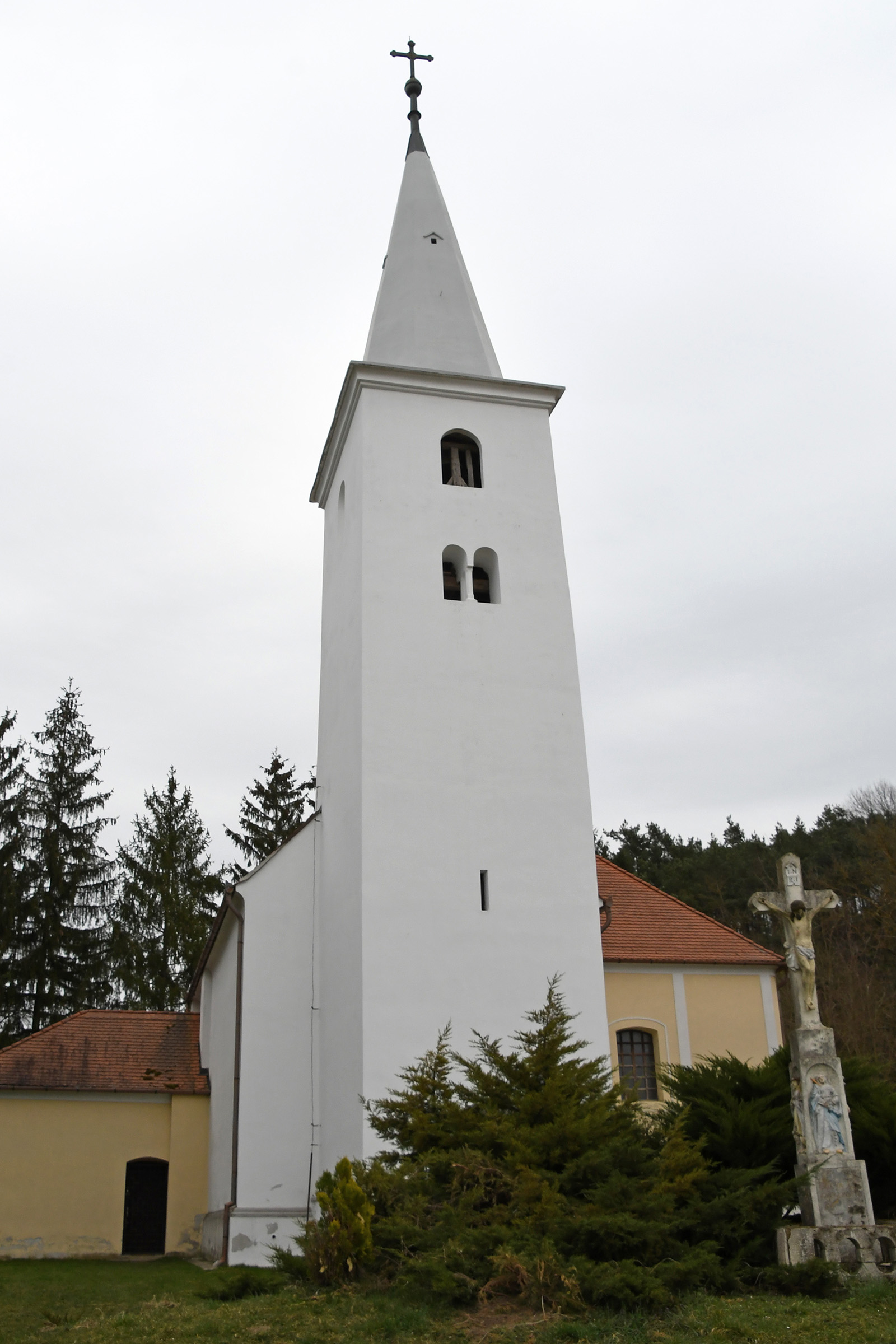
Römisch-katholische Kirche Szeplőtelen fogantatás
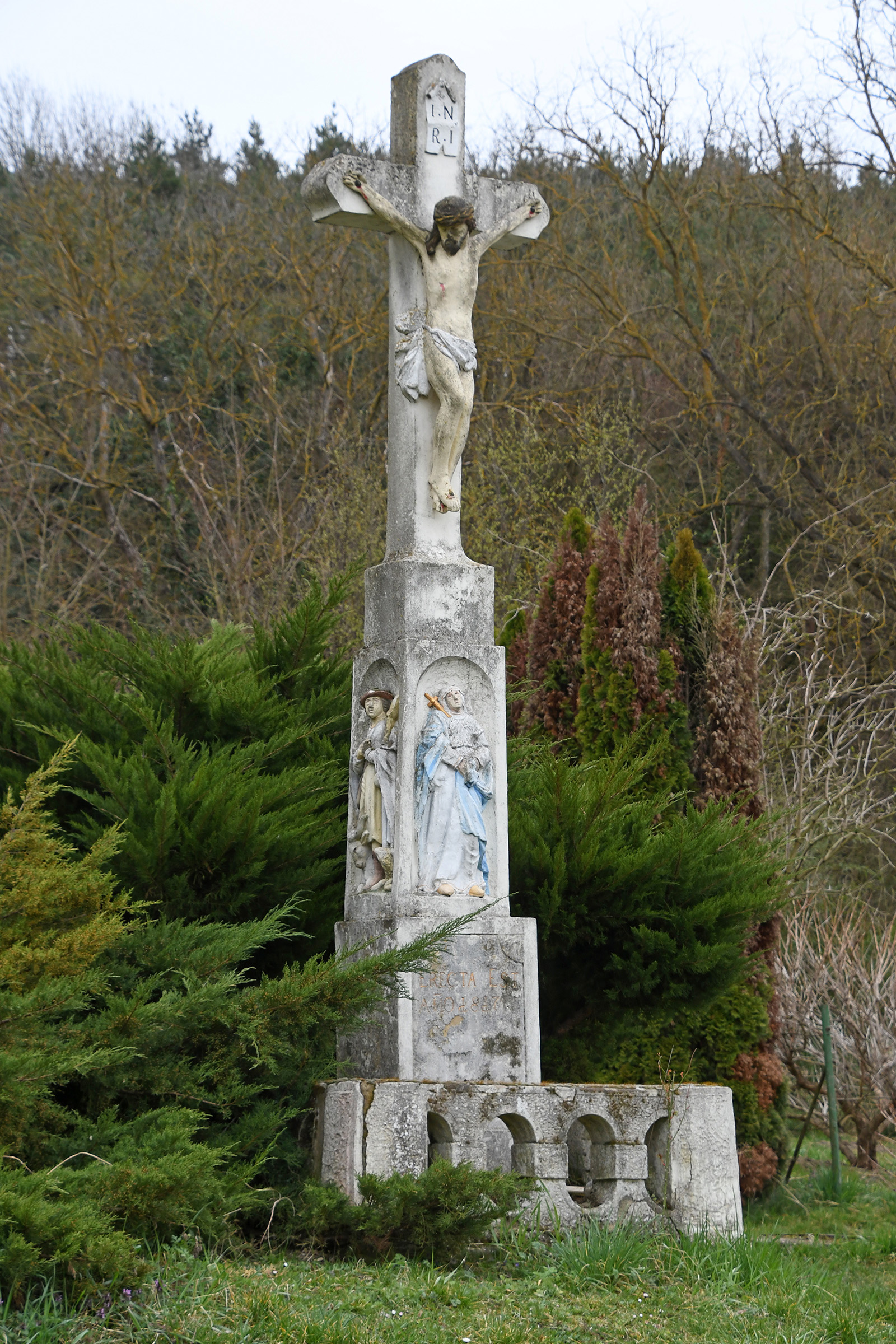
Steinkreuz im Kirchgarten
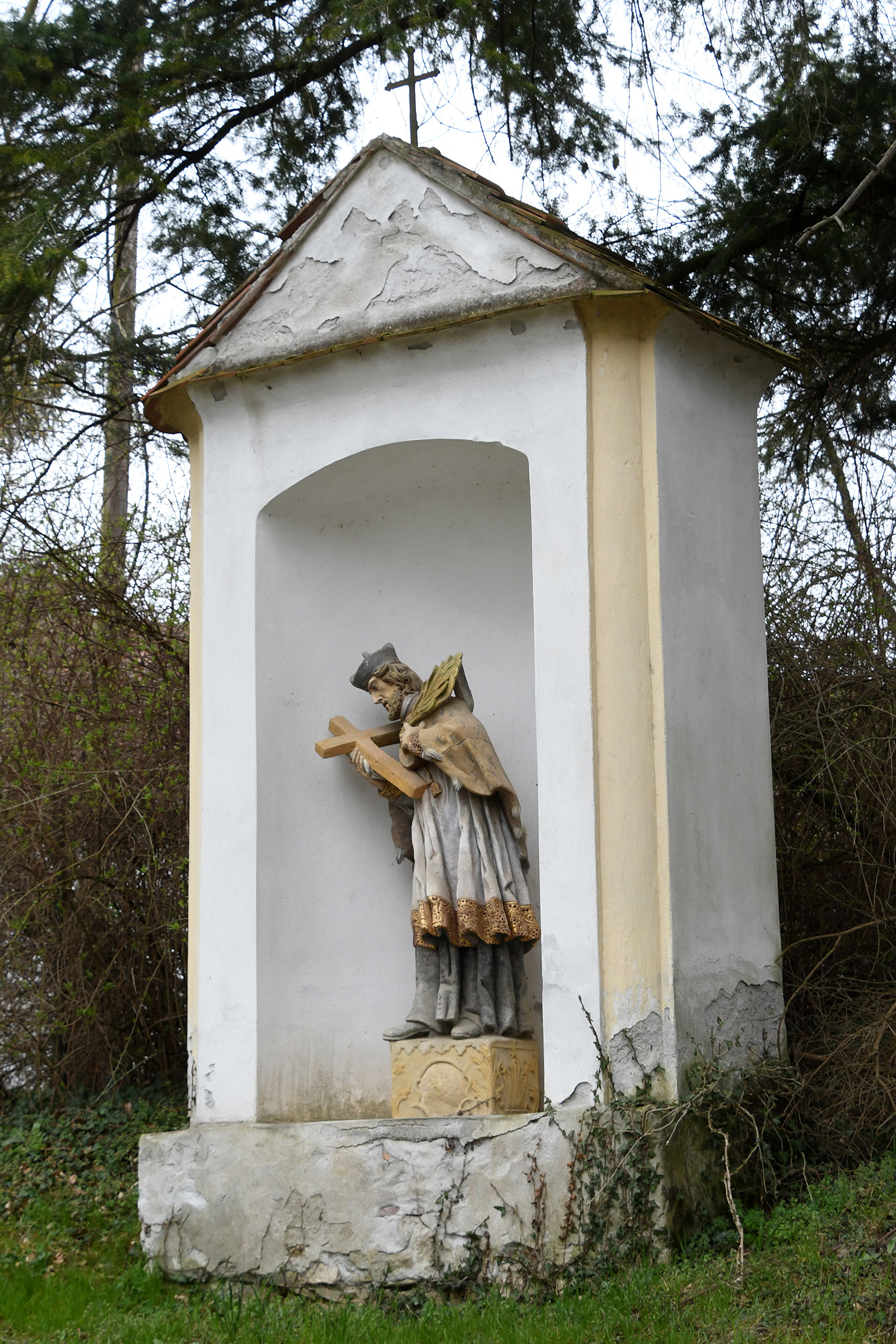
Nepomuki-Szent-János-Statue
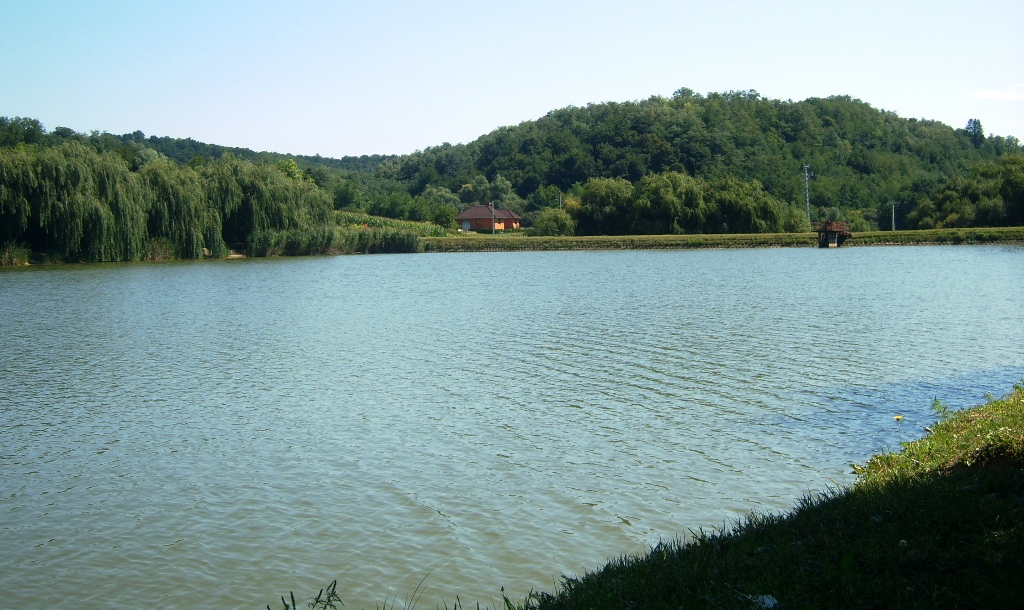
Stausee

## Verkehr
Durch Csatár verläuft die Nebenstraße Nr. 73229, östlich des Ortes die Hauptstraße Nr. 74. Es bestehen Busverbindungen über Bocfölde nach Zalaegerszeg. Der nächstgelegene Bahnhof befindet sich westlich in Bocfölde.